# Navajo (1952)
Navajo ist ein US-amerikanisches Dokumentarfilm-Drama von 1952 von Norman Foster, der auch das Drehbuch schrieb. Das Filmplakat titelte seinerzeit sinngemäß: „Er blickt direkt in Dein Herz hinein“! Mit er ist Hauptdarsteller Francis Kee Teller, der den Sohn des Jägers spielt, gemeint.

## Inhalt

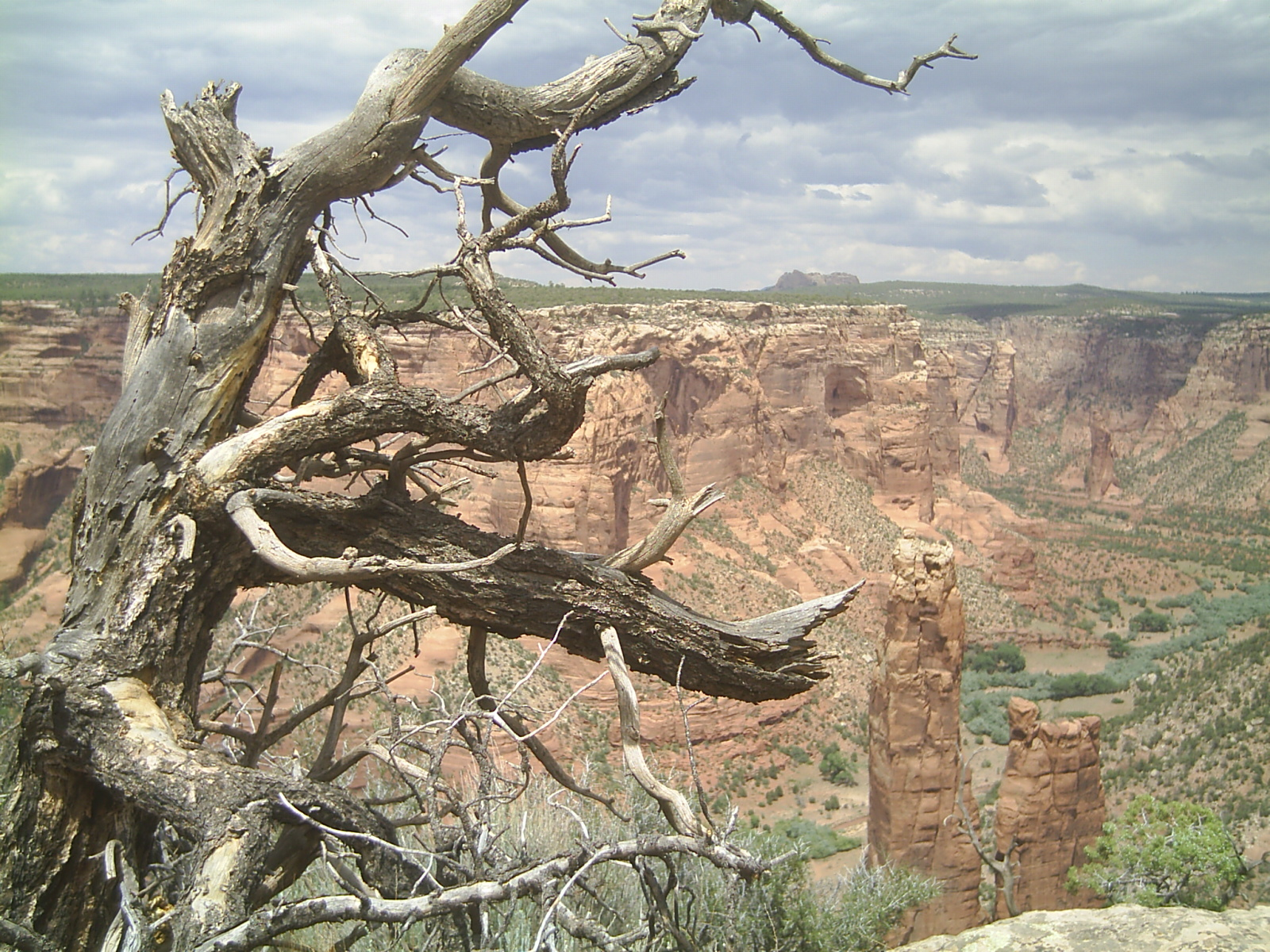
Der Canyon De Chelly

Der Film erzählt im semi-dokumentarischen Stil von einem jungen Navajo-Indianer, der die im Navajo-Reservat eingerichtete Schule des weißen Mannes ablehnt. Das zieht nach sich, dass er mehr als ihm lieb ist in die Konflikte der Kulturen verwickelt wird. 
Der Sohn des Jägers ist ein junger Navajo, der mit seiner Mutter, seinen kleinen Schwestern und Grey Singer in Arizona nicht weit entfernt vom Canyon de Chelly lebt. Singer nimmt in der Familie die Stelle eines Großvaters ein. Der Vater der Familie lebt nicht bei ihnen, sondern in der Nähe seiner Arbeitsstelle. Um sich etwas zum Lebensunterhalt dazuzuverdienen, hüten die Familienmitglieder Schafe. Als Grey Singer verkündet, dass man ein neues Zuhause finden müsse, deuten das alle als schlechtes Omen. Zusammen mit dem Sohn des Jägers macht Singer sich auf den Weg, um nach einem geeigneten Platz zu suchen. Das Duo ist lange unterwegs, es besucht auch den Canyon, wo Grey einige alte Verstecke der Navajos findet. Während eines Zwischenstopps an einem alten Handelsposten ist der dortige Inhaber der erste weiße Mann, den der Sohn des Jägers zu Gesicht bekommt.
Zwar finden Singer und der junge Navajo kein geeignetes, neues Zuhause, aber Singer besteht dennoch darauf, dass die Familie zusammenpackt und sich gemeinsam auf die Suche danach macht. Die nun folgende Zeit ist beschwerlich, am Ende aber findet die Familie einen abgelegenen Ort, der für ihre Bedürfnisse perfekt zu sein scheint. Singer findet nun, dass es an der Zeit sei, dass der Vater der Familie wieder bei seiner Familie sein sollte. Nachdem er nach geraumer Zeit zurückkehrt, hat er jedoch nur die traurige Mitteilung, dass dieser sich eine neue Frau genommen hat und außerdem zum Alkoholiker geworden ist. 
Singer ist inzwischen ziemlich krank und möchte an einem ruhigen Ort die Ruhe finden, die er braucht, um zu sterben. Nach Singers Tod versucht der Sohn des Jägers dafür zu sorgen, dass er eine angemessene Beerdigung bekommt. Bei seiner Suche nach Hilfe wird er jedoch von einem Polizisten, der auf ihn aufmerksam geworden ist, belehrt, dass er eine von der Regierung initiierte Schule besuchen müsse, wohin er dann auch gegen sein Willen gebracht wird. Das hat zur Folge, dass sich der Groll, den der junge Navajo gegen die Weißen hegt, verstärkt und so weigert er sich folgerichtig auch, Englisch zu lernen. Auch akzeptiert er den Namen Robert, den man ihm gibt, nicht und verweigert sich Gruppenaktivitäten. Eines Nachts gelingt es ihm, zu entkommen und auf dem Weg nach Hause auch Versuche zu vereiteln, ihn festzuhalten. Auch der Schulberater und dessen Uto-Assistent werden seiner nicht habhaft, da der Sohn des Jägers angetrieben wird von seiner Willensstärke und seinem Einfallsreichtum, der ihn auch aus brenzligen Situationen immer wieder befreien kann. Als der junge Navajo erfährt, dass seine Mutter und eine seiner Schwestern einer Krankheit erlegen sind und seine andere Schwester sich nun in der Obhut von Nonnen befindet, ist er im Canyon angekommen schließlich an dem Punkt, wo er sich dem Dunkel seiner Seele stellen muss. Er erinnert sich an die Stimme von Grey Singer, die ihm sagt, dass er böse Gedanken beiseite legen müsse. Und so kommt es, dass der junge Navajo nach einer gewissen Zeit in die Schule zurückkehrt und lernt, sich zu assimilieren. Dazu trägt auch bei, dass der Sohn des Jägers sich entschieden hat, den Schulberater sowie Billy nicht mehr als seine Feinde anzusehen, sondern davon auszugehen, dass sie es gut mit ihm meinen.    

## Produktion

### Produktionsnotizen
Produziert wurde der Film von Bartlett-Foster Productions. Der Film markiert Hall Bartletts ersten Film als Produzent. Die Filmaufnahmen entstanden zwischen dem 9. Oktober und dem 17. Dezember 1950 im Indianerreservat Navajo Nation Reservation in Arizona in der Vereinigten Staaten. Die meisten Mitwirkenden im Film sind echte Navajos. Der damals siebenjährige Navajo-Junge und Hauptdarsteller Kee Teller sprach kein Englisch und hatte bis dahin noch nie einen Film gesehen. John Mitchell, der Grey Singer verkörperte, war ein älterer Medizinmann. Er soll vor Aufnahmen, in denen geschossen wurde, einen Ballen Heu und ein Schaf erhalten haben. Navajo stand ein knappes Budget von circa 30.000 US-Dollar zur Verfügung. Davon soll Bartlett 25.000 US-Dollar bei seiner Familie und Freunden in seiner Heimatstadt Kansas City zusammengetragen haben. Der mit ihm befreundete Norman Foster war bereit, den Film zusammen mit Bartlett zu drehen, verzichtete auf ein Honorar und vereinbarte stattdessen, die Einnahmen des Films mit Bartlett zu teilen. Laut anderen Quellen soll die Filmproduktion 24.220 US-Dollar gekostet haben. Beim Ende der Postproduktion sollen sich die Kosten dann auf insgesamt 51.000 US-Dollar belaufen haben. Wiederum andere Quellen sprechen von Gesamtkosten von 100.000 US-Dollar.
Die Partitur von Leith Stevens wurde adaptiert von der ursprünglich indianischen Musik. Die Vertriebsrechte am Film wurden von Lippert Pictures erworben, deren Planung war, ihn in den Arthouse-Kreislauf einzubinden. In Chinle sollte der Film im Rahmen einer Spendenaktion für das amerikanische Rote Kreuz gezeigt werden.
Auf der DVD heißt es, Kameramann Virgil Miller, der vor allem für das Filmen von Reiseberichten bekannt wurde, beginne mit ruhigen Bildern. Er bestätige seinen Ruf, Aufnahmen auch an abgelegenen Orten und unter widrigen Wetterbedingungen am Laufen zu halten. Die Produzenten, die nach einem Kameramann mit solchen Eigenschaften gesucht hätten, hätten ihn in einem Fotofachgeschäft ausfindig gemacht, in dem er Fotoausrüstungen repariert habe. Der seinerzeit 64-jährige Miller habe die Herausforderung angenommen, mit nur einer Kamera, einem Stativ und vier Reflektoren in eisiger Kälte zu arbeiten und sei mit einer Oscar-Nominierung belohnt worden. Miller erläuterte nach Beendigung der Produktion, er habe sich entschlossen, in seinen Bildern erneut zu versuchen, so weit wie möglich einfache, natürliche Einstellungen zu wählen und die üblichen sogenannten Kassenklischees- und standards zu vermeiden.
Dr. Harry Tschopik Junior, der unter den Navajos gelebt hatte, erklärte im Vorspann, der Film erhebe keinen Anspruch darauf, die Navajo-Kultur in ihrer Gesamtheit zu dokumentieren, obwohl Details des Glaubens, der Sitten und der Geschichte der Navajo beiläufig vorgestellt werden würden.

### Veröffentlichung
Der von der Neue Filmkunst Walter Kirchner in der Bundesrepublik Deutschland vertriebene Film war dort ab dem 26. November 1954 zu sehen. Am 21. August 1960 lief der Film erstmals im deutschen Fernsehen (ARD).
In den Vereinigten Staaten hatte der Film am 12. Februar 1952 Premiere, in Schweden am 30. Oktober 1953 und in Dänemark am 11. Januar 1954. In Argentinien startete er im März 1955 und in Österreich im November 1956. Der Film trug den Arbeitstitel The Voice of the Wind (deutsch Die Stimme des Windes). Er wurde auch auf dem Edinburgh Festival of Arts vorgestellt.

## Rezeption

### Kritik
Die Kritiken auf den Film waren überwiegend positiv. So befand Variety, dies sei ein ungewöhnlicher Film, der, genau wie die meisten ausländischen Kunstimporte, die zuvor kosmopolitische Kritiker beeindruckt hätten, den einheimischen Filmen gleichrangig sei, wenn er sie nicht sogar übertreffe. Newsweek kommentierte, Dokumentarfilm sei ein langweiliges Wort für diesen bewegenden und ungewöhnlichen Film. In der New York Times war seinerzeit zu lesen: Ungewöhnlich, wirklich malerisch und überzeugend. In der englischsprachigen Tageszeitung The Christian Science Monitor lobte man: Denkwürdig – aufregend schön.
Auf der Seite If You Want the Gravy… befasste sich der Rezensent ausführlich mit dem Film, dem er bescheinigte, eine beeindruckende Kulisse zu bieten, in anderen Punkten allerdings nicht völlig zufriedenstellend zu sein. Er stieß sich daran, dass der Film in der Kategorie „Bester Dokumentarfilm“ eine Oscarnominierung erhalten habe, da man ihn seiner Meinung nach nicht als Dokumentarfilm bezeichnen könne. Er verfolge höchstens einen dokumentarischen Ansatz, beinhalte jedoch eine erfundene Geschichte und Schauspieler, die Rollen spielen würden, auch wenn die Geschichte möglicherweise aus realen Berichten entstanden sei. Tatsächlich sei sie von dem Kinderschauspieler Sammy Ogg geliefert worden, der kein amerikanischer Ureinwohner gewesen sei. Bei den Darstellern habe man das Gefühl, dass sie lediglich ihren Text aufsagen würden. Der Film versuche einen dokumentarischen Blick auf das zeitgenössische Leben der Navajos mit einer fiktiven Geschichte zu kombinieren, die durch die Augen eines Jungen gesehen werde. Das Ganze funktioniere aber nicht so wirklich.

„Interessante Einblicke in Kultur und Heimat des Navajo-Volkes. Zugleich eine überzeugende Studie kindlicher Einsamkeit. Ethisch und künstlerisch (bis auf die Kinoorgelbegleitung) bemerkenswert.“

### Auszeichnungen
Der Film gewann die höchste Auszeichnung beim Edinburgh Film Festival und 26 nationale Auszeichnungen.
- Oscarverleihung 1953
  - Virgil Miller nominiert in der Kategorie „Beste Kamera in einem Schwarzweißfilm“

Die Statue ging jedoch an Robert Surtees und das Filmdrama Stadt der Illusionen.
- - Hall Bartlett nominiert in der Kategorie „Bester Dokumentarfilm“

Die Trophäe ging jedoch an Irwin Allen und The Sea Around Us, eine Dokumentation über die Weltmeere.
- Golden Globe Awards 1953
  - Francis Kee Teller Gewinner des Special Achievement Award in der Kategorie „Bester jugendlicher Schauspieler“

### Nachwirkungen
Laut Hollywood Citizen News reichte der Schauspieler und Schriftsteller Robert Bice im Januar 1953 eine Plagiatsklage über 100.000 US-Dollar ein, die er damit begründete, Navajo habe den dramatischen Kern einer Geschichte verwendet, die er 1948 unter dem Titel Little Moji geschrieben habe. Bice behauptete, er habe Miller 1949 diese Geschichte gezeigt und ihn von besonderen Produktionsmerkmalen unterrichtet, die um die 50.000 US-Dollar hätten einsparen können. Unbekannt ist, wie dieser Prozess endete.